# Cantaclaro
Cantaclaro es una película dramática mexicana de 1946 dirigida por Julio Bracho y protagonizada por Esther Fernández, Antonio Badú y Alberto Galán. La película está basada en la novela homónima de 1934 de Rómulo Gallegos. La escenografía de la película fue diseñada por el director de arte Jesús Bracho.

## Argumento
Florentino «Cantaclaro» (Antonio Badú), luego de salvar las tierras de su familia, se va al llano a aprender más canciones para cantar. Allí se enamora de Rosángela (Esther Fernández), una joven rodeada de muchos secretos.

## Reparto
- Esther Fernández como Rosángela / Angela Rosa.
- Antonio Badú como Florentino Coronado Cantaclaro.
- Alberto Galán como Doctor Juan Crisóstomo Payará.
- Paco Fuentes como Juan Parado.
- Rafael Lanzetta como Guarriqueño.
- Fanny Schiller como Doña Nico.
- Rafael Alcayde como Carlos Jaramillo.
- Ángel T. Sala como Coronel Buitrago.
- Alejandro Ciangherotti como Juan el Veguero.
- Maruja Grifell como Nana.
- Arturo Soto Rangel como Don Aquilino.
- Joaquín Coss como Don Tereso.
- Abraham Galán como José Luis Coronado.
- Humberto Rodríguez como Doctor.
- Manuel Noriega
- Gilberto González
- Salvador Quiroz
- Roberto Cañedo
- Enriqueta Reza
- Natalia Ortiz

## Producción
La película fue parte de una serie de adaptaciones cinematográficas de las novelas de Rómulo Gallegos tras el éxito de Doña Bárbara (1943).
Cantaclaro comenzó a filmarse en junio de 1945, después de que Julio Bracho realizó El monje blanco. Figuró como productor ejecutivo un enviado estadounidense de la 20th Century Fox, Francis Alstock, novio de Esther Fernández, quien actuó en la película. Tuvo locaciones en Veracruz.

## Recepción
En Los Bracho: tres generaciones de cine mexicano, Jesús Ibarra recoge que en el momento del estreno de la película, «la crítica dividió sus opiniones y al público no le gustó», afirmando que «a pesar del lenguaje bello y fluido, los diálogos resultaban largos y la película un tanto aburrida», con Global Mexican Cinema: Its Golden Age citando que «algunos críticos contemporáneos generalmente han etiquetado a Cantaclaro, junto con la mayoría o todas las películas [adaptadas de novelas] de Gallegos, como 'mediocres'». Sin embargo, Ibarra también afirmó que con la película «sucedió lo mismo que con El monje blanco; Bracho hacía un cine de arte, no apto para el público mexicano en general», llegando a argumentar, al mencionar que la película ganó menos premios Ariel que Enamorada de Emilio Fernández, que la película de Bracho era «mucho más meritoria de ser galardonada» que la de Fernández.